# NGC 6970
NGC 6970 est une galaxie spirale barrée située dans la constellation de l'Indien. Sa vitesse par rapport au fond diffus cosmologique est de 5 089 ± 29 km/s, ce qui correspond à une distance de Hubble de 75,1 ± 5,3 Mpc (∼245 millions d'al). NGC 6970 a été découverte par l'astronome britannique John Herschel en 1834.
La classe de luminosité de NGC 6970 est I-II et elle présente une large raie HI. Selon la base de données Simbad, NGC 6970 est une une galaxie active de type Seyfert 1.
À ce jour, quatre mesures non basées sur le décalage vers le rouge (redshift) donnent une distance de 51,725 ± 10,164 Mpc (∼169 millions d'al), ce qui est à l'extérieur des valeurs de la distance de Hubble. Notons cependant que c'est avec la valeur moyenne des mesures indépendantes, lorsqu'elles existent, que la base de données NASA/IPAC calcule le diamètre d'une galaxie et qu'en conséquence le diamètre de NGC 6970 pourrait être d'environ 36,8 kpc (∼120 000 al) si on utilisait la distance de Hubble pour le calculer.

## Groupe de NGC 7038
Selon A. M. Garcia NGC 6970 fait partie du groupe de NGC 7038. Ce groupe de galaxies renferme au moins 13 membres dont NGC 6970, NGC 6987, NGC 7014, NGC 7038 et neuf autres galaxies du catalogue ESO.